# Exil (film, 2004)
Exil (v originále Exils) je francouzsko- japonský hraný film z roku 2004, který režíroval Tony Gatlif podle vlastního scénáře. Snímek měl světovou premiéru na filmovém festivalu v Cannes dne 19. května 2004.

## Děj
Zano navrhuje své partnerce Naïmě, aby opustili Francii a přes Španělsko odjeli do Alžírska, kde by konečně objevili zemi, ze které museli jejich rodiče v minulosti uprchnout. Zano a Naïma odjedou do Andalusie, aby se dostali přes Středozemní moře a vydali se hledat své kořeny.

## Obsazení
| Romain Duris   | Zano  |
| Lubna Azabal   | Naima |
| Leila Makhlouf | Leila |
| Habib Cheik    | Habib |
| Zouhir Gacem   | Said  |

## Ocenění
- Filmový festival v Cannes: Cena za nejlepší režii
- Victoires de la Musique: nominaci v kategorii originální filmové nebo televizní hudební album
- César: nominace v kategorii nejlepší filmová hudba (Tony Gatlif)